# Lu Verne
La ville de Lu Verne est une localité située à cheval sur les comtés de Kossuth et d'Humboldt, dans l’Iowa, aux États-Unis. Elle comptait 299 habitants lors du recensement de 2000. 

## Démographie
Selon le recensement de 2000, il y avait 299 habitants, 131 ménages et 85 familles résidant dans la ville. La densité de population était de 51,1 habitants par km2. La composition raciale était composée à 99,33 % de blancs.